# المكصولين (بني جميل مكسولين)
المكصولين هي إحدى مشيخات المملكة المغربية، تتبع جغرافيا لإقليم الحسيمة وإداريًا لبني جميل مكسولين. يقدر عدد سكانها بـ 2074 نسمة حسب الإحصاء الرسمي للسكان والسكنى لسنة 2004.